# Regole dell'aria
Le regole dell'aria designano l'insieme delle norme istituite dall'ICAO e pubblicate nell'annesso 2, il cui fine è garantire sicurezza e regolarità a tutti i voli.
Queste si suddividono in regole generali e regole di volo.
Le regole generali stabiliscono la disciplina individuale che ogni pilota deve rispettare in ogni singola fase del volo e dopo il termine di questo.
Le regole di volo stabiliscono la disciplina collettiva che tutti i piloti devono rispettare una volta in volo per garantire la sicurezza del traffico aereo; si dividono in regole del volo a vista e regole del volo strumentale.